# Nikanor
Nikanor je muško ime grčkog porijekla u značenju: "koji vidi pobjedu, od nike - pobjeda i orao - vidjeti " (po Šimundiću), odn. "pobjednik ljudi" (po Biblijskom leksikonu). Postoji i varijanta Nikanur. Od imena izvedeno prezime Nikanorović te brojna skraćena imena: Nika, Nike, Niki, Niko, Nikan, Nikica; Nina, Nine, Nino, Ninko; Nora, Noto, Norko.
Ime Nikanor postoji i u ruskom onomastikonu. Od njega su izvedena i dva imena po ocu (patronimici odn. očestva, rus. отчество): Nikanorovič (za muškarca), Nikanorovna (za ženu); razgovorno Nikanorič. I u ruskom su od tog imena izvedena brojna umanjena i skraćena muška imena: Kana, Kanaša, Kanočka, Kanuška, Kanja, Kanjka, Nika, Nikaha, Nikaša, Nikašečka, Nikašenjka, Nikaška, Nikanka, Nikanoha, Nikanorka, Nikanorša, Nikanoruška, Nikanoša, Nikanošečka, Nikanošenjka, Nikanoška, Nikočka, Nikonjka, Nikanuška, Nikusečka, Nikusenjka, Nikusik, Nikuska, Nikusja, Nikuša, Nora.
Tri ličnosti iz Biblije nose ime Nikanor:
1) Sirijski vojskovođa u doba Antioha Epifana i kasnije u doba Demetrija; mrzitelj Židova. Pobijedio ga i ubio Juda Makabejac.
2) Mjesni upravitelj na Cipru.
3) Jedan od đakona.
To ime nosio je i grčki gramatičar iz Aleksandrije Nikanor Stigmatias (grč. Νιχανωρ Στιγμτίας). Živio je u II. st. Bavio se problemima interpunkcije, osobito u Homera. Po interpunkciji (grč. στιγμή) dobio šaljivi nadimak Stigmatias).
Nikanor je jedno od imena koje se daje pravoslavnim monasima u trenutku zamonašenja: Nikanor Grujić, Nikanor (Popović). (jn)